# Våler (Østfold)
Våler es un municipio de la provincia de Østfold, Noruega. Su centro administrativo es el pueblo de Våler i Østfold. La parroquia de Vaaler fue establecida como municipio el 1 de enero de 1838.
Este municipio contaba con 4268 habitantes en 2008. Våler tiene una superficie de 256 km².

## Información general

### Nombre
El nombre en antiguo nórdico fue Válir.  Esta es la forma plural de váll que significa «claro en los bosques».  Antes de 1921, el nombre era escrito Vaaler.

### Escudo de armas
El escudo de armas data de tiempos modernos. El escudo les fue otorgado el 20 de junio de 1986. Las armas están basadas en las armas de la familia local Bolt, quienes desempeñaron varias altas funciones en los siglos XIII y XIV. Estas armas se podían ver ya en el sello de Agmund Berdorsson Bolt desde 1400. El escudo muestra un fondo azul dividido por la mitad verticalmente. En la mitad izquierda aparece una flor de lis plateada y a la derecha dos angulares amarillos.